# Martin Cárdenas
Pour les articles homonymes, voir Cárdenas.
Martín Cárdenas Hermosa (12 novembre 1899 - 14 février 1973) est un botaniste et agronome bolivien, considéré comme l'un des plus importants botanistes de l'histoire de la Bolivie. On lui doit la description de quelque 6 500 espèces de plantes de son pays natal.

## Biographie
Bachelier en Sciences et Lettres en 1918, il bénéficia d'une bourse pour poursuivre ses études à l'Instituto Normal Superior de La Paz, où il se spécialisa en sciences naturelles et chimie, et obtint son diplôme en 1922.
Lors de ses vacances à Cochabamba, il faisait des randonnées dans les environs et recueillait des spécimens de plantes, dont il cherchait ensuite les caractéristiques dans les livres et revues de la bibliothèque municipale de La Paz. C'est à cette époque que Cardenas rencontra le botaniste suédois, Erik Asplund, qui portait aussi un vif intérêt à l'étude des plantes de Bolivie. Asplund joua un rôle important dans l'amélioration de ses connaissances en botanique et fut l'un de ses premiers mentors.
À partir de mai 1922, Cárdenas enseigna en tant que professeur en sciences naturelles et chimie, et par la suite fut titulaire d'une chaire à l'Instituto Normal Superior de La Paz.
Au long de sa carrière qui dura près de cinquante ans, Cárdenas classa 6 500 espèces de la flore bolivienne et décrivit 180 espèces nouvelles et seize variétés de cactus. Il enregistra aussi 26 types et six variétés de Solanum tuberosum (pomme de terre).

## Distinctions et reconnaissance
Son prestige au niveau international lui valut d'avoir plus de 50 espèces végétales et quatre genres, appartenant à quatre familles différentes, dédiés à son nom.
- Médaille agricole internationale de l'Institut interaméricain de coopération pour l'agriculture (IICA) ;
- Membre correspondant de la Société botanique des États-Unis ;
- Membre honoraire de la Potato Association of America (États-Unis) ;
- Membre étranger de la Société linnéenne de Londres ;
- Le jardin botanique de Cochabamba en Bolivie porte son nom depuis novembre 1973 ;
- Le National Research Council des États-Unis a dédié à la mémoire de Martín Cárdenas Hermosa le livre « Lost Crops of the Incas » (Cultures perdues des Incas) en 1989 ;
- Ses collègues John Gregory Hawkes et Jens Peter Knudsen Hjerting ont également dédié à sa mémoire leur ouvrage « The Potatos of Bolivia » (Les pommes de terre de Bolivie).